# Pema Tshering
Pema Tshering (ur. 15 lipca 1951)  – bhutański łucznik, olimpijczyk.
Wziął udział w Letnich Igrzyskach Olimpijskich 1988 w Seulu, gdzie odpadł w rundzie wstępnej. Ostatecznie zdobył 1124 punkty, przez co został sklasyfikowany na 76. miejscu (w stawce 84 zawodników). Wraz z Thinleyem Dorji i Jigme Tsheringiem sklasyfikowany został w zawodach drużynowych, w których Bhutan zajął ostatnie 22. miejsce.
W igrzyskach olimpijskich brał także udział cztery lata później w Barcelonie, gdzie  również odpadł w rundzie wstępnej. Zdobył 1069 punktów i zajął 75. miejsce. Był to najgorszy wynik całych zawodów. W zawodach drużynowych Bhutan zajął ostatnie 20. miejsce (skład: Jubzang Jubzang, Karma Tenzin, Pema Tshering).
W Seulu Tshering był chorążym reprezentacji Bhutanu podczas ceremonii otwarcia igrzysk.